# Marmon-Herrington

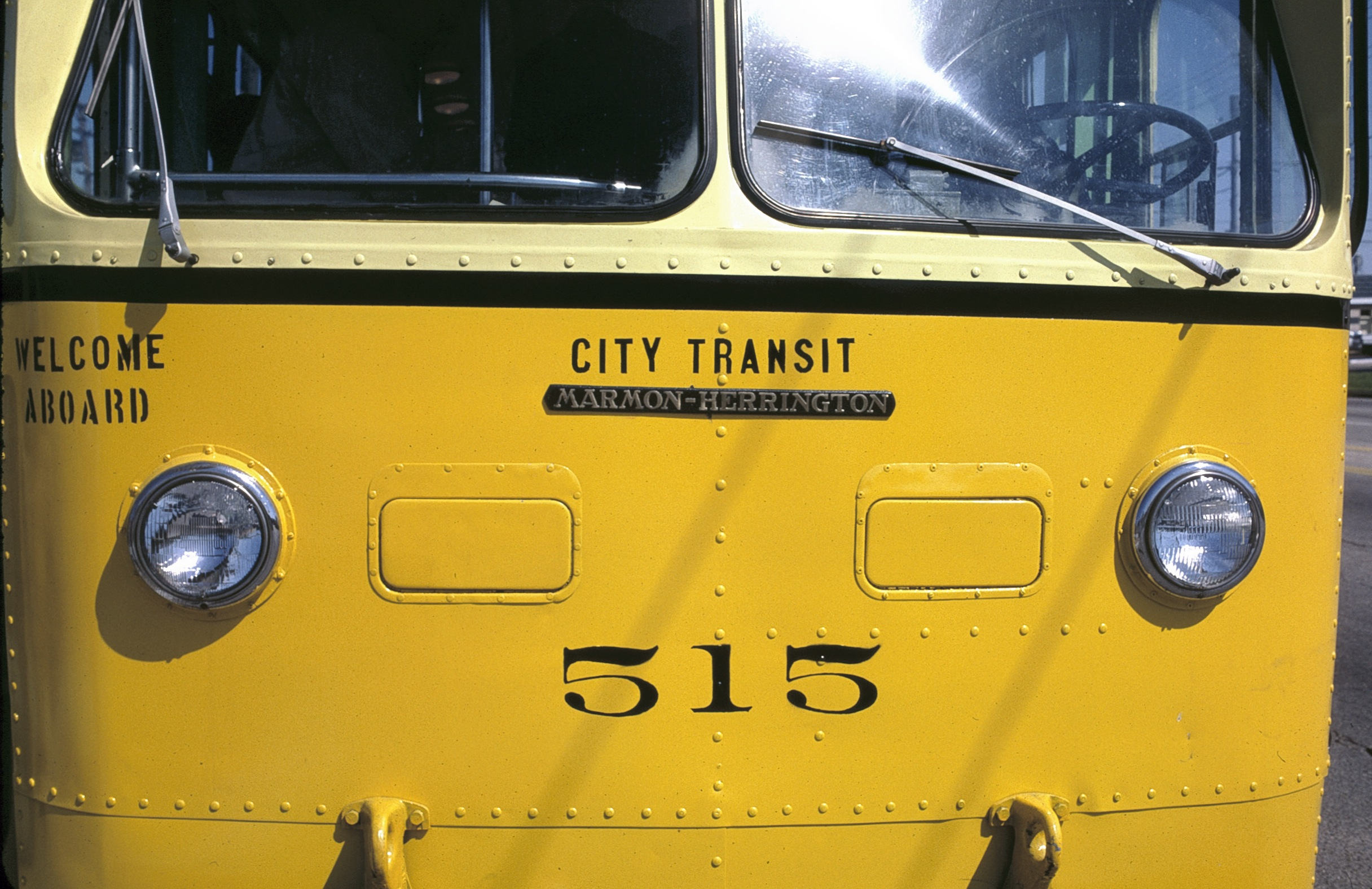
Schriftzug von Marmon-Herrington auf einem Oberleitungsbus aus Dayton

Marmon-Herrington (in Kurzform auch M-H oder MH) ist ein US-amerikanischer Hersteller von Nutzfahrzeugen, der auf Umbauten von handelsüblichen Lkw anderer Hersteller wie Ford und GMC auf Allradantrieb spezialisiert ist. Früher gehörte das Unternehmen zu den bedeutenden US-amerikanischen Herstellern von mittleren und schweren Lkw sowie Omnibussen und Oberleitungsbussen. Marmon-Herrington wurde vor allem durch seine Militärfahrzeuge bekannt, die den Ruf großer Zuverlässigkeit besaßen.

## Geschichte

### Die Anfänge
Gegründet wurde das Unternehmen als Marmon-Herrington Company im Jahre 1931 von den Industriellen Walter C. Marmon und Arthur W. Herrington in Indianapolis (Indiana). Die neue Firma konzentrierte sich zu Beginn auf den Bau von zumeist größeren Lkw mit Allradantrieb, nachdem die ursprüngliche Firma Marmon Motor Car Company vom Walter C. Marmon aufgrund der stark rückläufigen Verkaufszahlen durch die Weltwirtschaftskrise ab 1929 schließen musste.

### 1930er-Jahre

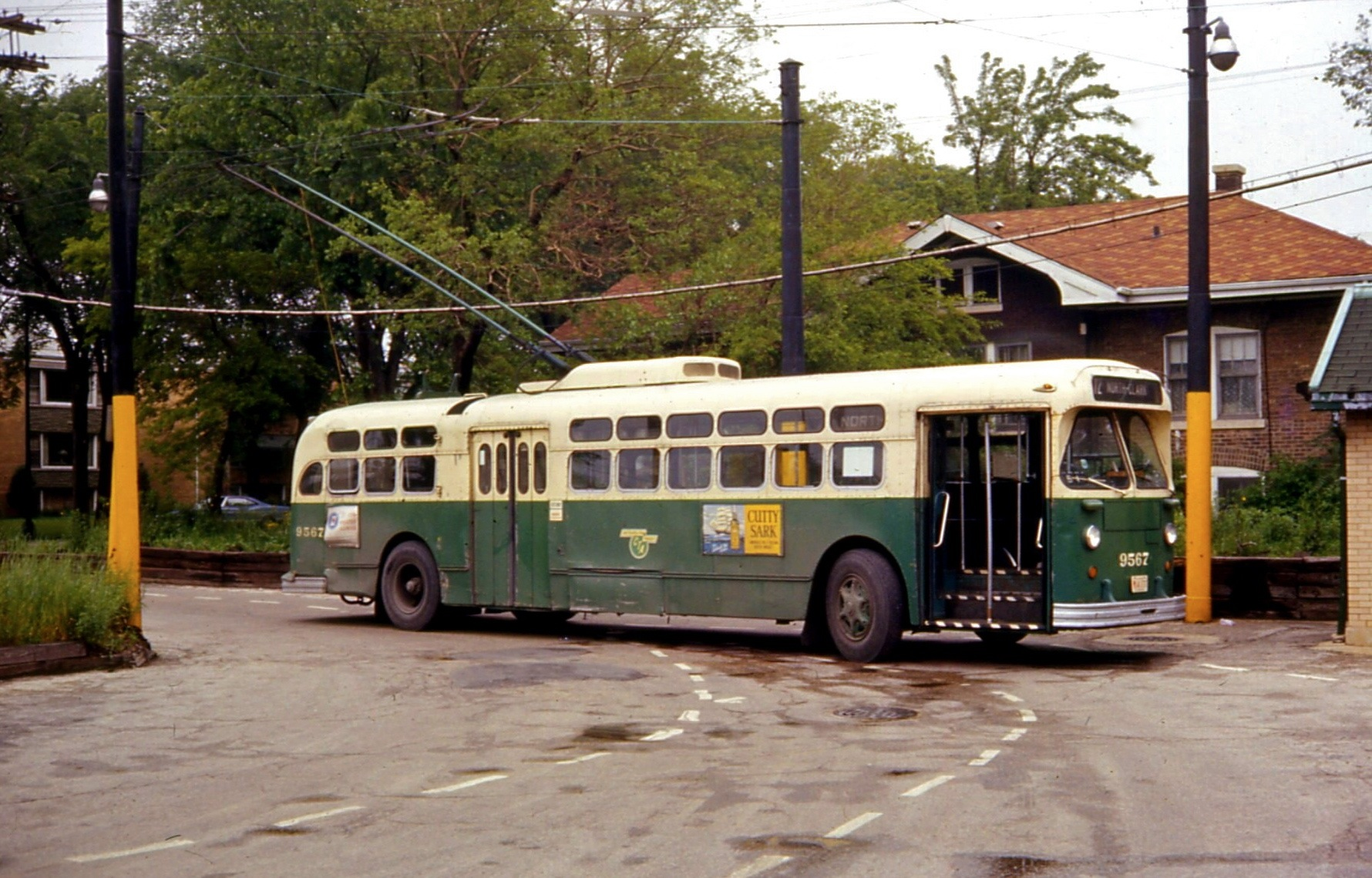
Oberleitungsbus in Chicago in 1968

Die Firma Marmon-Herrington hatte einen äußerst erfolgreichen Start, da sie neben den ersten kommerziellen Aufträgen für Nutzfahrzeuge zahlreiche Aufträge von der US Army sowie anderen Streitkräften erhielt. Gefertigt wurden in der Folge Flugfeld-Tankwagen (33 Exemplare auf T-14-Fahrgestell), Allrad-Fahrgestelle (4x4) als Zugmaschinen für leichte Artillerie bzw. leichte Geschütze diverser Art. Diesen folgten verschiedene Arten von 4x4 und 6x6-Lkw für die US-amerikanische und die persische Armee, welche als Lastkraftwagen, Werkstattwagen, Abschleppwagen und Ballonwinden Verwendung fanden. Unter den größten zivilen Aufträgen waren unter anderem große Tankwagen für die kommerzielle Luftfahrt.
Einen sehr großen Auftrag erhielt Marmon-Herrington aus dem damaligen Königreich Irak, als die Iraqi Pipeline Company eine stattliche Anzahl des größten bis dahin hergestellten Lkw-Modells bestellte, fast schon selbstredend mit Allradantrieb. Zusätzlich zu großen zivilen und militärischen Fahrzeugen nahm die Geschäftsführung auch kleinere und damit preislich günstigere Allrad-Nutzfahrzeuge ins Programm, als man anhand der steigenden Nachfrage ein wachsendes Marktpotential erkannte. M-H spezialisierte sich daraufhin auf den Umbau von Lkw von Dodge, Ford, Chevrolet, GMC und International. Damit umfasste das Programm Lkw mit einer Nutzlast zwischen 1½ und 20 Tonnen.

### 1940er-Jahre
Die erste Hälfte der 1940er-Jahre war geprägt vom Zweiten Weltkrieg, aber aufgrund der Neutralität der USA bis in das Jahr 1941 lief die Fertigung von Militärfahrzeugen und entsprechender technischer Komponenten dafür (Antriebsstränge, Getriebe, Verteilergetriebe, Allradsysteme, Umbausätze usw.) hauptsächlich im Auftrag von Großbritannien sowie verbündeten Staaten des Commonwealth wie u. a. Südafrika.
Besonders bekannt wurde dabei der Marmon-Herrington Panzerwagen der Serie II, der anfangs in Nordafrika bei den britischen und südafrikanischen Truppen erschien und als sehr zuverlässig galt, sodass das deutsche Afrikakorps bzw. später auch die deutsche Wehrmacht auf den anderen Kriegsschauplätzen in Europa jedes erbeutete Fahrzeug, dessen sie habhaft werden konnten, selbst weiter verwendeten.
Während der Zeit des Zweiten Weltkriegs, an dem die USA unmittelbar beteiligt war, baute Marmon-Herrington 4x4-Frontlenker-Lkw auf Autocar-Basis, 4x2-Zugmaschinen mit kurzer Haube auf International-Basis, 8-Rad-Panzerwagen, Halbkettenfahrzeuge vom Typ M3 und Schneepflüge.
Kurz nach Kriegsende im Jahre 1945 erweiterte Marmon-Herrington seine Aktivitäten in bis dahin neue Geschäftsfelder und nahm erfolgreich die Herstellung von Lieferwagen mit der Bezeichnung Deliver-All auf. Diese waren mit Frontlenker-Aufbau, Frontantrieb und besonders geräumigem Laderaum ihrer Zeit um Jahre voraus.

### 1950er-Jahre
Nach dem Krieg lief das normale Geschäft von neuem erfolgreich an und Marmon-Herrington stellte ab 1950 auch Omnibusse und Reisebusse her, nachdem die entsprechende Sparte der Ford Motor Company erworben worden war, während ihre Oberleitungsbusse schon seit den späten 1930er-Jahren bei den Verkehrsbetrieben zahlreicher Städte in Nordamerika erfolgreich im Einsatz waren.
Während der frühen 1950er-Jahre baute die kanadische Firma Welles Corporation Ltd. aus Windsor (Ontario) verschiedene Marmon-Herrington-Omnibusse in Lizenz (die entsprechenden Fahrzeuge wurden WMH Motor Coaches oder Wells-Marmon-Herrington coaches genannt). Mit den beträchtlichen Gewinnen, die das Unternehmen erwirtschaften konnte, beschloss die Firmenleitung, in Nordamerika zu expandieren und kaufte später das kanadische Werk.
Die Herstellung von Obussen in Indianapolis endete 1959 mit einer letzten Lieferung für Brasilien, nachdem dieser Markt durch fehlende Nachfrage immer kleiner geworden war. Die Omnibus-Produktion endete indes 1961 in Windsor mit der Ablieferung von drei Schulbus-Fahrgestellen.

### 1960er-Jahre
Im Jahr 1963 kaufte die Unternehmer-Familie Pritzker aus Chicago die Firma, woraufhin die Konzentration auf die Herstellung kompletter Fahrzeuge zunehmend schwand. Die entsprechenden selbst entwickelten Lkw-Modelle wurden an eine neu gegründete Firma verkauft, welche diese unter dem Markennamen Marmon vertrieb, das Unternehmen selbst wurde in eine Holding umgewandelt und in Teilbereiche aufgeteilt. Ein neues weiteres Geschäftsfeld wurde in der Herstellung von Maschinen für die Metallbearbeitung gefunden.

### 1970er-Jahre
Ab 1973 firmierte das Unternehmen als Marmon Transmotive und zog zu einem neuen Sitz in Louisville (Kentucky) um.

### Situation heute
Das Unternehmen Marmon-Herrington besteht bis heute, ist jedoch nur noch als Umrüster von handelsüblichen Lastkraftwagen zu entsprechenden Fahrzeugen mit Allradantrieb aktiv – genau so wie Marmon-Herrington einst begann. Außerdem wurde Marmon-Herrington, dessen Produkte unter dem neuen Namen Marmon Transmotive vertrieben werden, zu einem großen Hersteller von Nutzfahrzeug-Antriebsachsen und -getrieben für den mittelschweren und schweren Lkw-Markt. Somit finden sich Achsen von Marmon-Herrington selbst bei den neuesten kommerziellen und militärischen Lkw-Modellen wie auch anderen Militärfahrzeugen.

## Betreiber von MH-Bussen & Obussen
Anmerkung: Hierbei handelt es sich um historische Betreiber, da das Unternehmen entsprechende Fahrzeuge schon lange nicht mehr herstellt.

### Kanada
- Toronto Transit Commission

### USA
- Chicago Transit Authority
- Cleveland Railway Company